# Reenu-Rew
Reenu-Rew (en wolof, « racines de la nation ») est un ancien mouvement politique sénégalais.

## Histoire
Il est fondé en 1973 par Landing Savané.
Reenu-Rew est à l'origine de la formation du parti And-Jëf/Mouvement révolutionnaire pour la démocratie nouvelle, créé le 28 décembre 1974 lors d'un congrès clandestin de Reenu-Rew.

## Orientation
C'était un mouvement d'obédience marxiste.

## Organisation
L'organe du groupe était Xarébi (La Lutte).